# مملكة أسجارديا الفضائية
مملكة أسجارديا الفضائية تعتبر أول دولة فضائية في العالم حيث يبقى مواطنوها الاسجارديين على الأرض، لكنهم يحملون جنسية هذه الدولة في الفضاء.

## تاريخ الدولة
يعتبر 12  أكتوبر 2016 (أو 5 أكتوبر حسب التقويم الأسجاردي) تاريخ إقامة الدولة وتم ذلك في باريس  ، من قبل العالم الروسي، إيغور أشوربيلي.

## المواطنون الاسجارديون
اتضح أن عددا قليلا من الأشخاص مهتمون بالانضمام إلى أول مجتمع فضائي في العالم، حيث وقّع ما يقرب من 200 ألف شخص على مشروع الانتساب لدولة أسجارديا، في غضون الأربعين ساعة الأولى من الإعلان.
الجدير بالذكر أن عدداً من الشباب العرب تقدم للحصول على طلب الانضمام لهذه الدولة منهم، أكثرهم من مصر والمغرب وسوريا وعدة بلدان أخرى.

## دستور الدولة
من بين خطوات الانضمام هو المصادقة على الدستور الموضوع والذي يتضمن من أهم بنوده :
- ضمان السلام في الفضاء.
- ضمان تكافؤ الفرص لجمیع الأسجاردیین.
- ضمان حمایة كوكب الأرض والبشریة جمعاء.
- تحترم أسجاردیا قوانین الدول الأرضیة والاتفاقیات الدولیة على الأرض وترید أن یعترف بها على قدم المساواة بین الدول والبلدان الأرضیة الأخرى.

كما ورد فيه : تعتبر أسجاردیا أول كیان فضائي مستقل حر وحدوي وقانوني واجتماعي، فوق الأعراق، والطوائف، أخلاقي، عادل وسلمي، قائم في وحدته على المساواة بین كرامة كل شخص یتطلع إلى المستقبل والفضاء اللانهائي للدولة الكونیة – مملكة فضائیة.

## الأمم المتحدة
يوجد لدى أسجارديا العديد من القضايا القانونية التي تحتاج إلى الفرز والحل، قبل أن تصبح دولة معترف بها. ويعمل المجتمع الفضائي على تطوير العلاقات الدبلوماسية مع الدول على الأرض، وذلك من أجل الاعتراف به من قبل الأمم المتحدة، وفقاً لموقع الدولة الفضائية.

## وصلات خارجية
- الموقع الرسمي